# NGC 643C
NGC 643C في الفهرس العام الجديد، هي مجرة، تقع في كوكبة حية الماء. اكتشفت بواسطة جون هيرشل.

## روابط خارجية
- NGC 643C على موقع ويكي سكاي: DSS2, SDSS, GALEX, IRAS, Hydrogen α, X-Ray, Astrophoto, Sky Map, Articles and images